# .iq
.iq е интернет домейн от първо ниво за Ирак. Администрира се от Мрежовия информационен център на Ирак. Представен е през 1997 г.